# Дон (Казахстан)
Дон (каз. Дөң) — село у складі Хромтауського району Актюбінської області Казахстану. Адміністративний центр Донського сільського округу.
У радянські часи село називалось Донське.
Населення — 3089 осіб (2021; 2529 у 2009, 2214 у 1999).